# Юзеф Руффер
Ю́зеф Ру́ффер (пол. Józef Ruffer; 18 березня 1878, Жовква, Львівська область — 1940, Варшава, Польща) — польський поет-модерніст та художник. Найбільш відомий твір: «Poslanie do dusz» (1903).

## Життєвий шлях
Закінчив гімназію у Львові. З 1896 року був студентом Львівського університету, вивчав філософію.
Закінчивши навчання в 1900 році був прийнятий на роботу в 4 Львівській гімназії, викладав латинську і польську мови.
У 1907—1909 роках перебував у Кракові, навчався в Академії образотворчих мистецтв. В 1909 році одружився з Магдаленою Марковною.
В 1912—1920 роках жив у Парижі, продовжуючи навчання в скульптурі. Одночасно працював бібліотекарем у Польській бібліотеці.
Із Франції повернувся в 1920 році. Спочатку він був учителем середньої школи в Торуні, потім переїхав до Варшави, де в 1922—1924 роках викладав французьку мову в кадетській школі. Пізніше переїхав до провінції.
Починаючи з 1936 року повністю зупиняється у написанні творів.
Помер в злиднях у Варшаві в 1940 році у віці 62 років.

## Літературна група«Планетники» («Płanetnicy»)

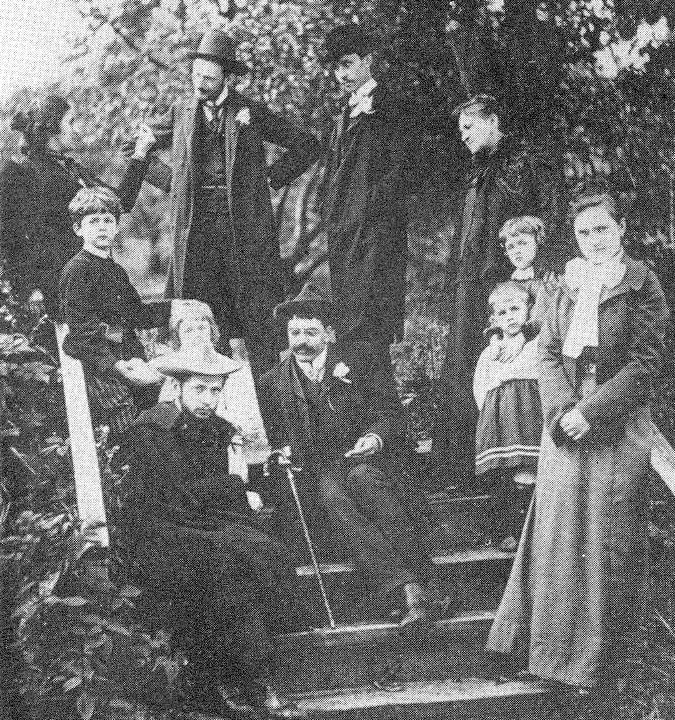
«Планетники» Стоять зліва на право: Юзефа Альбіновська, Юзеф Руффер, Антоні Станіслав Мюллер, Мариля Вольська, сидять:Остап Ортвін і Леопольд Стафф і діти Марилі Вольської

Протягом десятка років на рубежі 19-го і 20-го століть він був учасником поетичних зустрічей і дискусій групи, названої її учасниками «Планетники», з якими познайомився у Львівському університеті.
Група молодих польських літераторів «Płanetnicy» збиралася на віллі Марилі Вольської у 1900—1905 роках. Члени групи не мали спільної програми, їх зібрання слугували передовсім для презентації власних творчих здобутків; частими на зібраннях були літературні дискусії.

## Творчість
Перші публікації були в 1900 році — в часописах «Teka», «Głos», потім –  «Chimera», «Krytyka» та інших.
За життя видав лише дві збірки. В 1903 році видав першу збірку «Posłanie do dusz» («Послання до душ»). Другу –  «Trzy psalmy i hejnał» («Три псалми і сигнал»)
Варто відзначити, що в 1935 році Юзеф Раффер був удостоєний нагороди «Золоті академічні лаври» Польської академії літератури.